# Протасевич, Яцек
Яцек Протасевич (пол. Jacek Protasiewicz; род. 5 июня 1967, Бжег, ПНР) — депутат Европарламента от Польши с 2004 года.
Окончил Вроцлавский университет, где изучал польский язык и литературу; работал в органах местного самоуправления. Был членом Либерально-демократического конгресса (до 1994), Союза свободы (Unia Wolności; 1994—2001); после основания Гражданской платформы в 2001 году стал её членом. В 2001 году избран в Сейм Республики Польша. На выборах 2004 года избран в Европарламент, на выборах 2009 года переизбран. Протасевич возглавлял постоянную комиссию Европарламента по отношениям с Республикой Беларусь и являлся постоянным членом комиссий по гражданским свободам, юстиции и внутренним делам, а также по правам человека.

## Биография
Окончил филологический факультет Вроцлавского университета, где был руководителем отделения Независимого союза студентов.
В 1990-х стал сооснователем Либерально-демократического конгресса, был лидером Вроцлавского отделения этой партии.
В 1994 году вступил в Союз свободы. С 1998 по 2001 год был депутатом Сеймика Нижнесилезского воеводства I созыва.
В 2001 был избран в Сейм от Гражданской платформы. В 2004 избран в Европейский парламент, куда в 2009 успешно переизбрался.
Во время президентских выборов в 2005 году Протасович был главой предвыборного штаба Дональда Туска.
С декабря 2010 исполнял обязанности главы Нижнесилезского воеводского отделения партии Гражданская платформа, 26 октября 2013 стал полноценным руководителем отделения, занимая эту должность до 22 марта 2016 года.
26 января 2012 года избран заместителем председателя Европарламента.
В 2015 году избран в Сейм VIII созыва.
В июле 2016 года Яцек Протасович и ещё двое членов Гражданской платформы были исключены из партии. В том же году Протасович стал соучредителем Унии европейских демократов.
В 2019 году успешно избрался в Сейм IX созыва.